# Racikî, Ciudniv
Racikî (în ucraineană Рачки) este o comună în raionul Ciudniv, regiunea Jîtomîr, Ucraina, formată numai din satul de reședință.

## Demografie
Componența lingvistică a comunei Racikî
     Ucraineană (96,67%)
     Rusă (3,33%)
Conform recensământului din 2001, majoritatea populației comunei Racikî era vorbitoare de ucraineană (96,67%), existând în minoritate și vorbitori de rusă (3,33%).